# Flavio Costantini
Flavio Costantini, né le 21 septembre 1926 à Rome et mort le 20 mai 2013 à Gênes, est un peintre et illustrateur italien d'inspiration libertaire.
Autodidacte, son style très personnel ne se rattache à aucun mouvement artistique structuré.

## Biographie

### Famille
Flavio Costantini naît dans une famille de la classe moyenne italienne. Son père, employé par la compagnie d'assurance INA, est un passionné de peinture.
C'est en lisant H. G. Wells, pendant la Seconde Guerre mondiale, qu'il s'intéresse à l'utopie.

### Marin
De 1946 à 1948, il fait son service militaire à l'Académie navale de Livourne, puis navigue dans la marine militaire jusqu'en 1950 avec le grade de sous-lieutenant. « Officier de marine qui aimait la mer, mais qui n'était pas un bon marin », selon Bernard Thomas.
De 1951 à 1954, il est capitaine de navire dans la marine marchande sur un pétrolier. C'est à cette époque qu'il réalise ses premiers dessins, en noir et blanc, inspirés de la lecture de Franz Kafka.

### Graphiste
En 1955, il s'installe à Rapallo et travaille deux ans comme graphiste pour les matériaux textiles. Deux années après, avec trois associés, il crée un atelier de graphisme à Gênes et collabore à la communication de Shell, Esso et Italsider.
À la suite d'un voyage en Espagne en 1959, il commence une série de peintures dédiées à la tauromachie.

### Illustrateur anarchiste

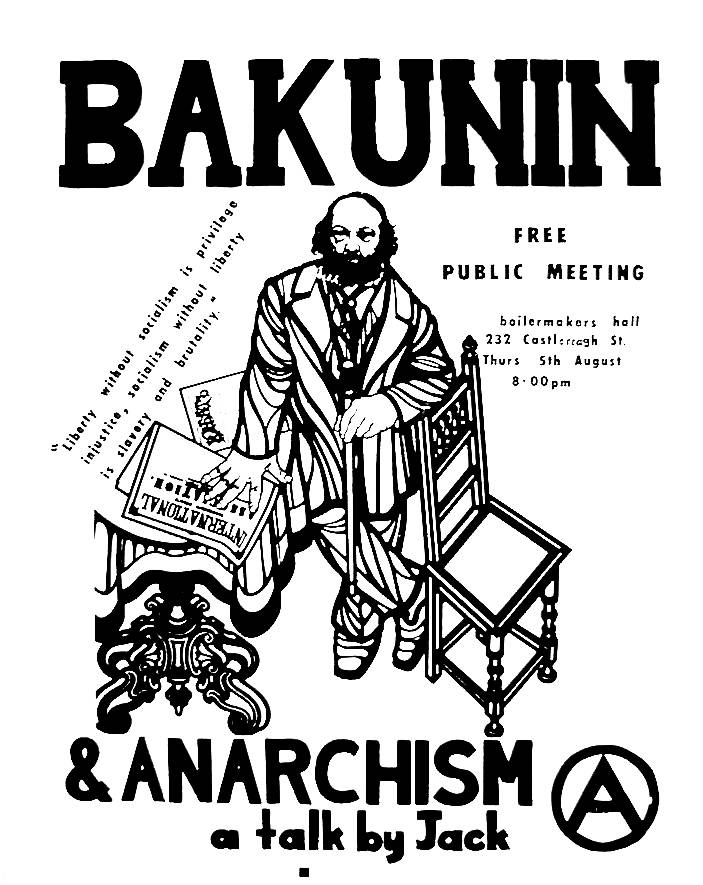
Une affiche australienne de 1975 autour d'une dessin de Flavio Costantini.

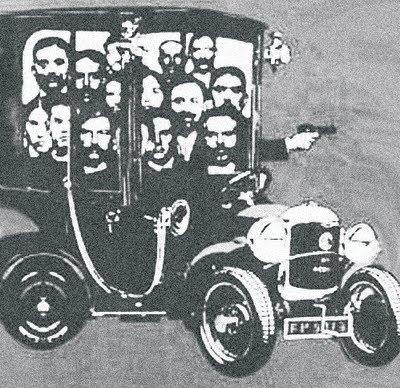
La bande à Bonnot.

En 1960, la lecture des Mémoires d'un révolutionnaire de Victor Serge lui fait découvrir le mouvement libertaire.
Au cours de l’année 1962, après avoir été longtemps communiste et à la suite d'un séjour en URSS, il se rapproche de l'anarchisme qui inspirera son œuvre pendant plusieurs décennies. En 1963, il relit Victor Serge avec un œil nouveau et se tourne alors vers l’anarchisme, notamment celui « romantique » de la fin du dix-neuvième siècle.
Il va peindre une série de tableaux consacrés essentiellement à la propagande par le fait et des portraits de militants de cette période : Caserio, Gaetano Bresci, Michele Angiolillo, Ravachol, Jules Bonnot, etc.
Une des particularités de son travail est son attachement millimétré aux référence bibliographiques et à l'iconographie de l'époque. Les univers sont ainsi méticuleusement reconstruits dans la réalisation picturale.
Ses œuvres font preuve d'une certaine ironie : sur un tableau consacré à la fusillade devant l’usine McCormick à Chicago, le 3 mai 1886 (quelques jours après le massacre de Haymarket Square), les visages les policiers qui tirent sur les grévistes sont ceux de quatre présidents des États-Unis. Sur un autre tableau mettant en scène l'arrestation de Ravachol, le policier a les traits de Toulouse-Lautrec.
Dans les années 1970, il est parmi les fondateurs de la maison d'édition Cienfuegos Press pour laquelle il dessine nombre de couvertures. En 1975, il y publie un recueil de sérigraphies sous le titre The Art of Anarchy.
À partir des années 1980, il devient progressivement de plus en plus sceptique envers l'engagement politique. Ce sentiment s'exprime dans une série d'ouvrages consacrés à l'assassinat des Romanov et au naufrage du Titanic. Il réalise ensuite une série de portraits par collage, d'écrivains et de poètes, revenant aux sources de son inspiration, la littérature. Ses derniers travaux sont centrés sur la Révolution française et le Pinocchio de Carlo Collodi.
Il est également illustrateur de presse pour le Corriere della Sera, La Repubblica, Panorama, L'Espresso, etc.
Ses premières expositions en solo se tiennent en 1969, 1976 et 1985 à la Galleria del Naviglio et, en 1971, à la Galleria Schwarz à Milan. Ses œuvres ont été exposées partout dans le monde, y compris à la prestigieuse Quadriennale de Rome en 1972 et à la Biennale de Venise en 1984.
En 2008, il devient président du Museo Luzzati di Porta Siberia,.

## Œuvres
- Romancero anarchiste, avec Bernard Thomas, Le Terrain Vague, Éric Losfeld, 1973[11]
- The Art of Anarchy, Cienfuegos Press, Londres, 1975
- Ravachol et ses compagnons, avec Jacques Baynac, Chêne, 1976[12]
- Le Petit Cheval de feu : poème en espalier de Vladimir Maïakovski, F. Ruy-Vidal, éditions des Lires, 2003[13]
- Michel Bakounine[14]
- Saint-Étienne 1890 - Ravachol et Madeleine Labret, 1976[15]
- Les grands ne sont grands que parce que nous sommes à genoux[16]
- Emma Goldman et Franz Kafka[17]
- Chicago, 3 mai 1886, 1974[18]
- Almereyda au café, 1978[19]
- Bakounine : per la rivoluzione sociale, 1978[20]
- Braquage de la Société Générale, Chantilly, 1978[21]
- Keep left : Malatesta et Angiolillo, 1978[22]
- Sofia Perovskaïa[23]
- The anarchist art of Flavio Costantini[24]
- Tableaux de Flavio Costantini (1926-2013)[25]

### Distinction
- 1990 :  Prix Caran-d'Ache de l'illustrateur italien, pour l'ensemble de son œuvre

### Vidéo
- Ricky Farina, Flavio Costantini a ruota libera, Chisciotte, 12 min, sur youtube.com.